# Німеччина на зимових Олімпійських іграх 1936
Німеччина брала участь на IV зимових Олімпійських іграх 1936 року у місті Гарміш-Партенкірхен (Німеччина). Збірну країни представляли 55 спортсменів (48 чоловіків та 7 жінок) у 8 видах спорту. Прапороносцем на церемонії відкриття став лижник Георг фон Кауфманн. Німецькі спортсмени здобули шість медалей: три золоті і три срібні. У загальнокомандному  медальному заліку країна зайняла друге місце.

## Медалісти
| Медаль | Ім'я                    | Вид спорту          | Дисципліна                |
| ------ | ----------------------- | ------------------- | ------------------------- |
| Золото | Франц Пфнюр             | Гірськолижний спорт | комбінація (чоловіки)     |
| Золото | Крістль Кранц           | Гірськолижний спорт | комбінація (жінки)        |
| Золото | Максі Гербер Ернст Баєр | Фігурне катання     | пари                      |
| Срібло | Густав Ланчнер          | Гірськолижний спорт | комбінація (чоловіки)     |
| Срібло | Кете Грасеггер          | Гірськолижний спорт | комбінація (жінки)        |
| Срібло | Ернст Баєр              | Фігурне катання     | чоловіче одиночне катання |

## Бобслей
| След  | Спортсмени                                                | Дисципліна         | Заїзд 1 | Заїзд 1 | Заїзд 2 | Заїзд 2 | Заїзд 3 | Заїзд 3 | Заїзд 4 | Заїзд 4 | Всього  | Всього |
| След  | Спортсмени                                                | Дисципліна         | Час     | Місце   | Час     | Місце   | Час     | Місце   | Час     | Місце   | Час     | Місце  |
| ----- | --------------------------------------------------------- | ------------------ | ------- | ------- | ------- | ------- | ------- | ------- | ------- | ------- | ------- | ------ |
| GER-1 | Ганс Кіліан Герман фон Вальта                             | двійки, чоловіки   | 1:27.29 | 7       | 1:24.24 | 8       | 1:26.63 | 7       | 1:23.85 | 8       | 5:42.01 | 5      |
| GER-2 | Фріц Грау Альберт Бреме                                   | двійки, чоловіки   | 1:30.66 | 12      | 1:23.33 | 4       | 1:26.94 | 8       | 1:23.78 | 6       | 5:44.71 | 6      |
| GER-1 | Ганс Кіліан Себастьян Губер Фріц Шварц Герман фон Вальта  | четвірки, чоловіки | 1:20.73 | 1       | 1:23.05 | 8       | 1:24.09 | 10      | 1:21.20 | 9       | 5:29.07 | 7      |
| GER-2 | Вальтер Тротт Фріц Фонгоф Вольфганг Куммер Рудольф Верліх | четвірки, чоловіки | DNF     | –       | –       | –       | –       | –       | –       | –       | DNF     | –      |

## Гірськолижний спорт
| Спортсмен      | Дисципліна           | Швидкісний спуск | Швидкісний спуск | Слалом         | Слалом         | Слалом | Разом         | Разом |
| Спортсмен      | Дисципліна           | Час              | Місце            | Час 1          | Час 2          | Місце  | Загальні бали | Місце |
| -------------- | -------------------- | ---------------- | ---------------- | -------------- | -------------- | ------ | ------------- | ----- |
| Рудольф Кранц  | комбінація, чоловіки | 5:04.0           | 8                | 1:32.9 (+0:12) | 1:14.6         | 4      | 91.03         | 6     |
| Роман Верндле  | комбінація, чоловіки | 5:01.2           | 6                | 1:22.9         | 1:25.8 (+0:06) | 5      | 91.16         | 5     |
| Густав Ланчнер | комбінація, чоловіки | 4:58.2           | 3                | 1:16.9         | 1:15.6         | 2      | 96.26         | 2     |
| Франц Пфнюр    | комбінація, чоловіки | 4:51.8           | 2                | 1:12.1         | 1:14.5         | 1      | 99.25         | 1     |
| Крістль Кранц  | комбінація, жінки    | 5:23.4           | 6                | 1:12.0         | 1:10.1         | 1      | 97.06         | 1     |
| Хаді Пфайфер   | комбінація, жінки    | 5:21.6           | 5                | 1:20.8         | 1:18.8         | 4      | 91.85         | 5     |
| Кете Грасеггер | комбінація, жінки    | 5:11.0           | 3                | 1:16.0         | 1:17.4         | 2      | 95.26         | 2     |
| Ліза Реш       | комбінація, жінки    | 5:08.4           | 2                | 1:37.5 (+0:06) | 1:22.9         | 8      | 88.74         | 6     |

## Ковзанярський спорт
| Дисципліна        | Спортсмен         | Забіг   | Забіг |
| Дисципліна        | Спортсмен         | Час     | Місце |
| ----------------- | ----------------- | ------- | ----- |
| 500 м, чоловіки   | Гайнц Замес       | 47.0    | 28    |
| 500 м, чоловіки   | Вільгельм Занднер | 46.2    | 19    |
| 1500 м, чоловіки  | Гайнц Замес       | 2:29.3  | 27    |
| 1500 м, чоловіки  | Вільгельм Занднер | 2:25.3  | 16    |
| 5000 м, чоловіки  | Вільгельм Занднер | DNF     | –     |
| 5000 м, чоловіки  | Гайнц Замес       | 8:48.5  | 13    |
| 10000 м, чоловіки | Гайнц Замес       | 18:04.3 | 15    |
| 10000 м, чоловіки | Вільгельм Занднер | 18:02.0 | 12    |

## Лижне двоборство
| Спортсмен      | Змагання                    | Лижні перегони | Лижні перегони | Лижні перегони | Стрибок з трампліну | Стрибок з трампліну | Стрибок з трампліну | Стрибок з трампліну | Разом | Разом |
| Спортсмен      | Змагання                    | Бали           | Час            | Місце          | Дистанція 1         | Дистанція 2         | Бали                | Місце               | Бали  | Місце |
| -------------- | --------------------------- | -------------- | -------------- | -------------- | ------------------- | ------------------- | ------------------- | ------------------- | ----- | ----- |
| Тоні Айсгрубер | нормальний трамплін / 18 км | 1'31:38        | 152.8          | 37             | 51.5                | 49.0                | 212.1               | 2                   | 364.9 | 23    |
| Фідель Вагнер  | нормальний трамплін / 18 км | 1'24:33        | 189.2          | 12             | 40.0                | 46.0                | 182.7               | 27                  | 371.9 | 18    |
| Йозеф Гумпольд | нормальний трамплін / 18 км | 1'24:19        | 190.4          | 11             | 45.0                | 46.0                | 190.3               | 16                  | 380.7 | 13    |
| Віллі Богнер   | нормальний трамплін / 18 км | 1'24:11        | 191.2          | 10             | 45.0                | 49.0                | 190.3               | 16                  | 381.5 | 12    |

## Лижні перегони
| Дисципліна                    | Спорстмени                                              | Дистанція | Дистанція |
| Дисципліна                    | Спорстмени                                              | Час       | Місце     |
| ----------------------------- | ------------------------------------------------------- | --------- | --------- |
| 18 км, чоловіки               | Фрідль Дойбер                                           | 1'24:57   | 29        |
| 18 км, чоловіки               | Тоні Целлер                                             | 1'24:32   | 27        |
| 18 км, чоловіки               | Георг фон Кауфман                                       | 1'22:39   | 20        |
| 18 км, чоловіки               | Вальтер Моц                                             | 1'21:20   | 18        |
| 50 км, чоловіки               | Еріх Маркс                                              | 4'25:48   | 32        |
| 50 км, чоловіки               | Йозеф Понн                                              | 4'13:12   | 30        |
| 50 км, чоловіки               | Фріц Гайзер                                             | 4'05:44   | 25        |
| 50 км, чоловіки               | Маттіас Верндле                                         | 4'03:33   | 24        |
| 4 × 10 км, естафета, чоловіки | Фрідль Дойбер Віллі Богнер Герберт Лейпольд Тоні Целлер | 2'54:54   | 6         |

## Стрибки з трапліна
| Спортсмен         | Дисципліна          | Стрибок 1 | Стрибок 1 | Стрибок 1 | Стрибок 2 | Стрибок 2 | Стрибок 2 | Разом | Разом |
| Спортсмен         | Дисципліна          | Відстань  | Бали      | Місце     | Відстань  | Бали      | Місце     | Бали  | Місце |
| ----------------- | ------------------- | --------- | --------- | --------- | --------- | --------- | --------- | ----- | ----- |
| Франц Гасльбергер | нормальний трамплін | 64.0      | 100.4     | 24        | 67.0      | 104.2     | 17        | 204.6 | 17    |
| Пауль Краус       | нормальний трамплін | 62.5      | 101.7     | 20        | 62.5      | 102.7     | 19        | 204.4 | 18    |
| Курт Кернер       | нормальний трамплін | 70.0      | 104.8     | 14        | 71.5      | 104.5     | 16        | 209.3 | 12    |
| Ганс Марр         | нормальний трамплін | 71.5      | 107.0     | 12        | 69.0      | 107.2     | 8         | 214.2 | 10    |

## Фігурне катання
| Спортсмен             | Змагання                  | CF | FS | Місця | Очки  | Підсумкове місце |
| --------------------- | ------------------------- | -- | -- | ----- | ----- | ---------------- |
| Гюнтер Лоренц         | чоловіче одиночне катання | 19 | 12 | 119   | 343.5 | 18               |
| Ернст Баєр            | чоловіче одиночне катання | 3  | 4  | 24    | 400.8 | 2                |
| Герта Фрей-Декслер    | жіноче одиночне катання   | 17 | 19 | 129   | 345.4 | 19               |
| Вікторія Ліндпайнтнер | жіноче одиночне катання   | 7  | 10 | 51    | 381.4 | 8                |

Пари
| Спортсмени              | Бали | Результат | Фінальне місце |
| ----------------------- | ---- | --------- | -------------- |
| Єва Правіц Отто Вайс    | 74.5 | 9.5       | 8              |
| Максі Гербер Ернст Баєр | 11   | 11.5      | 1              |

## Хокей
|  | Склад команди Вільгельм Еггінгер Йоахім Альбрехт фон Бетманн-Гольвег Густав Єнеке Філіп Шенк Руді Балл Карл Кьогель Тоні Відеманн Герберт Шибукат Алоїз Кун Вернер Георге Георг Штробль Пауль Траутманн |

Група B
Дві кращі команди вийшли до півфіналу
|           | Pld | W | L | T | GF | GA | Pts |
| --------- | --- | - | - | - | -- | -- | --- |
| Німеччина | 3   | 2 | 1 | 0 | 5  | 1  | 4   |
| США       | 3   | 2 | 1 | 0 | 5  | 2  | 4   |
| Італія    | 3   | 1 | 2 | 0 | 2  | 5  | 2   |
| Швейцарія | 3   | 1 | 2 | 0 | 1  | 5  | 2   |

| 6 лютого | Німеччина | 0-1 (0-1,0-0,0-0) | США       |
| 7 лютого | Німеччина | 3-0 (1-0,1-0,1-0) | Італія    |
| 8 лютого | Німеччина | 2-0 (0-0,1-0,1-0) | Швейцарія |

Група А
Дві кращі команди вийшли до медального раунду
|                 | Pld | W | L | T | GF | GA | Pts |
| --------------- | --- | - | - | - | -- | -- | --- |
| Велика Британія | 3   | 2 | 0 | 1 | 8  | 3  | 5   |
| Канада          | 3   | 2 | 1 | 0 | 22 | 4  | 4   |
| Німеччина       | 3   | 1 | 1 | 1 | 5  | 8  | 3   |
| Угорщина        | 3   | 0 | 3 | 0 | 2  | 22 | 0   |

| 11 February | Німеччина | 2-1 (0-0,1-0,1-1)     | Угорщина        |
| 12 February | Німеччина | 1-1 (0-0,0-1,1-0,0-0) | Велика Британія |
| 13 February | Німеччина | 2-6 (0-1,0-3,2-2)     | Канада          |

Підсумок
Збірна Німеччина поділила п'яте місце разом зі Швецією. Крім того, Німеччина отримала бронзову медаль чемпіонату Європи, який розігрувався за підсумками цієї олімпіади.